# یواس‌اس رانسوم (ای‌ام-۲۸۳)
یواس‌اس رانسوم (ای‌ام-۲۸۳) (به انگلیسی: USS Ransom (AM-283)) یک کشتی بود که طول آن ۱۸۴ فوت ۶ اینچ (۵۶٫۲۴ متر) بود. این کشتی در سال ۱۹۴۳ ساخته شد.